# ABBYY
Abbyy (Eigenschreibweise ABBYY) ist ein multinationales Softwareunternehmen, das eine Reihe von KI-basierten Technologien und Lösungen für intelligente Verarbeitung von Content, wie Dokumentenerfassung und optische Zeichenerkennung anbietet. Abbyy wurde 1989 von David Yang in Moskau gegründet. Das Unternehmen hat mittlerweile Niederlassungen in 11 Ländern: Australien, Zypern, Frankreich, Deutschland, Japan, Russland, Großbritannien, Ukraine und USA. Die Abbyy Europe GmbH hat ihren Hauptsitz in München und gehört zur Abbyy-Gruppe.

## Geschichte
Abbyy wurde 1989 vom im armenischen Jerewan geborenen David Yang (auch David Jan, voller russischer Name: Dawid Jewgenjewitsch Jan) gegründet, als er noch im vierten Jahr am Moskauer Institut für Physik und Technologie studierte. Das Unternehmen wurde zunächst unter dem Namen BIT Software geführt. Der Name wurde 1997 in Abbyy geändert mit der Begründung, dass er so in alphabetischen Listen oben stehe.
1990 brachte das Unternehmen sein erstes Produkt heraus: Abbyy Lingvo, ein elektronisches Wörterbuch für DOS und später für Windows und Mac.
Abbyy FineReader, eine PDF- und OCR-Anwendung für PC und Mac, wurde 1993 eingeführt. Für seine hohe Genauigkeit der Texterkennung und die Möglichkeit, mehrsprachige Dokumente zu konvertieren, wurde FineReader bald als Industriestandard anerkannt. Abbyy lizenziert die OCR-Technologie von FineReader an mehrere Unternehmen wie Fujitsu, Panasonic, Xerox, Samsung und andere.
Auf Abbyy sind laut Unternehmensangaben mehr als 400 Patente und Patentanmeldungen weltweit registriert.
Die Abbyy-Software ist integraler Bestandteil einer Reihe von Lösungen für Robotic Process Automation (RPA), wie beispielsweise von BluePrism und UiPath.
Im Jahr 2017 trennte sich Language Services, eine Übersetzungs- und Lokalisierungsagentur, die früher unter dem Namen „Abbyy Language Services“ oder kurz ALS bekannt war, von Abbyy und wurde zu einem unabhängigen Unternehmen.
Im Januar 2022 zog sich Abbyy weitgehend aus dem russischen Markt zurück. Nach dem russischen Überfall auf die Ukraine 2022 eröffnete das Unternehmen für ukrainische Angestellte eine Filiale im litauischen Vilnius.
Am 30. September 2024 kündigte ABBYY zwischen 200 und 300 russischen Mitarbeitern in europäischen Büros.

## Produkte
- ABBYY FlexiCapture
- ABBYY Text Analytics for Contracts
- ABBYY FineReader
- ABBYY FineReader Engine
- ABBYY FineReader Server
- ABBYY Real-Time Recognition SDK
- ABBYY Mobile Applications